# Chung kết UEFA Champions League 2016
Chung kết UEFA Champions League 2016 là trận đấu cuối cùng của mùa bóng UEFA Champions League 2015-16, mùa bóng thứ 61 của giải bóng đá cao nhất cấp câu lạc bộ châu Âu và là mùa thứ 24 dưới cái tên UEFA Champions League. Trận đấu diễn ra tại sân San Siro, Milan vào ngày 28 tháng 5 năm 2016. Đây là một cuộc tái hiện trận chung kết của năm 2014 khi hai đội bóng thành Madrid gặp nhau, Real Madrid và Atlético Madrid.
Real Madrid đã đăng quang chức vô địch lần thứ 11, với tỷ số hòa 1–1 sau hai hiệp phụ và chiến thắng với tỷ số 5–3 sau loạt sút luân lưu 11m.

## Đường đến chung kết
(H: sân nhà; A: sân khách).
| VT | Đội                 | ST | Đ  |
| -- | ------------------- | -- | -- |
| 1  | Real Madrid         | 6  | 16 |
| 2  | Paris Saint-Germain | 6  | 13 |
| 3  | Shakhtar Donetsk    | 6  | 3  |
| 4  | Malmö FF            | 6  | 3  |

| VT | Đội             | ST | Đ  |
| -- | --------------- | -- | -- |
| 1  | Atlético Madrid | 6  | 13 |
| 2  | Benfica         | 6  | 10 |
| 3  | Galatasaray     | 6  | 5  |
| 4  | Astana          | 6  | 4  |

## Kết quả chi tiết
| Real Madrid                                | 1–1 (s.h.p.) | Atlético Madrid                    |
| ------------------------------------------ | ------------ | ---------------------------------- |
| Ramos 15'                                  | Chi tiết     | Carrasco 79'                       |
| Loạt sút luân lưu                          |              |                                    |
| Vázquez · Marcelo · Bale · Ramos · Ronaldo | 5-3          | Griezmann · Gabi · Saúl · Juanfran |

| Real Madrid | Atlético Madrid |

| GK              | 1  | Keylor Navas      | 47'   |     |
| RB              | 15 | Dani Carvajal     | 11'   | 52' |
| CB              | 4  | Sergio Ramos (c)  | 90+3' |     |
| CB              | 3  | Pepe              | 112'  |     |
| LB              | 12 | Marcelo           |       |     |
| DM              | 14 | Casemiro          | 79'   |     |
| CM              | 19 | Luka Modrić       |       |     |
| CM              | 8  | Toni Kroos        |       | 72' |
| RW              | 11 | Gareth Bale       |       |     |
| CF              | 9  | Karim Benzema     |       | 77' |
| LW              | 7  | Cristiano Ronaldo |       |     |
| Dự bị:          |    |                   |       |     |
| GK              | 13 | Kiko Casilla      |       |     |
| DF              | 6  | Nacho             |       |     |
| DF              | 23 | Danilo            | 93'   | 52' |
| MF              | 10 | James Rodríguez   |       |     |
| MF              | 18 | Lucas Vázquez     |       | 77' |
| MF              | 22 | Isco              |       | 72' |
| FW              | 20 | Jesé              |       |     |
| HLV:            |    |                   |       |     |
| Zinedine Zidane |    |                   |       |     |

| GK            | 13 | Jan Oblak                 |       |      |
| RB            | 20 | Juanfran                  |       |      |
| CB            | 15 | Stefan Savić              |       |      |
| CB            | 2  | Diego Godín               |       |      |
| LB            | 3  | Filipe Luís               |       | 109' |
| RM            | 17 | Saúl Ñíguez               |       |      |
| CM            | 14 | Gabi (c)                  | 90+3' |      |
| CM            | 12 | Augusto Fernández         |       | 46'  |
| LM            | 6  | Koke                      |       | 116' |
| SS            | 7  | Antoine Griezmann         |       |      |
| CF            | 9  | Fernando Torres           | 61'   |      |
| Dự bị:        |    |                           |       |      |
| GK            | 1  | Miguel Ángel Moyà         |       |      |
| DF            | 19 | Lucas Hernández           |       | 109' |
| DF            | 24 | José Giménez              |       |      |
| MF            | 5  | Tiago                     |       |      |
| MF            | 21 | Yannick Ferreira Carrasco |       | 46'  |
| MF            | 22 | Thomas Partey             |       | 116' |
| FW            | 16 | Ángel Correa              |       |      |
| HLV:          |    |                           |       |      |
| Diego Simeone |    |                           |       |      |